# Senegalia etilis
Acacia etilis é uma espécie de legume da família das Fabaceae.
Pode ser encontrada nos seguintes países: Argentina e Bolívia.
Está ameaçada por perda de habitat.